# Robert Lee Stewart
Robert Lee Stewart (* 13. srpna 1942 Washington, D.C.) je americký vojenský letec a kosmonaut z raketoplánů.

## Život

### Mládí a výcvik
Po základní a střední škole absolvoval studium univerzity v Jižní Mississippi (The University of Southern Mississippi), kde se stal v roce 1964 inženýrem matematiky. Mistrem kosmických věd se stal na texaské univerzitě v Arlingtonu (University of Texas at Arlington) roku 1971. Pak létal jako zkušební pilot na Edwardsově letecké základně, odkud byl vybrán roku 1978 do oddílu kosmonautů NASA jako astronaut specialista. V té době byl majorem, ženatý, se dvěma dětmi.

### Lety do vesmíru
Jeho první let se uskutečnil s raketoplánem Challenger při misi STS-41-B v roce 1984, což byl desátý let raketoplánů USA. Na palubě s ním byli Vance Brand, Robert Gibson, Bruce McCandless, Ronald McNair, letělo jich pět. Obě družice – Westar a Palapa 2 jimi vypuštěné se na stanovené oběžné dráhy nedostaly a tak let nepatřil k úspěšným.
Rok poté letěl znovu. Byl to let financovaný armádou, ryze vojenský. Start z Floridy na mysu Canaveral, i přistání bylo stejné jako let předchozí na domovské základně Edwards v Kalifornii. Obojí bylo v tajnosti, na palubě raketoplánu Atlantis byl plukovník Karol Bobko, pplk. David Carl Hilmers, plk. Robert Stewart a major William Pailes. Během čtyř dnů na orbitě vypustili dvě identické špionážní družice USAF typu DSSS – 3 (také označovány jako USA 11, USA 12).
Těmito lety se stal 135 kosmonautem Země, na orbitě strávil 12 dní.
- STS-41-B Challenger (3. únor 1984 – 11. únor 1984)
- STS-51-J Atlantis (3. říjen 1985 – 7. říjen 1985)

### Po letech
V roce 1993 již v hodnosti brigádního generála nastoupil u společnosti Nichols Research Corp., Colorado Springs do jejího vedení.